# El sol no regresa
«El sol no regresa» es una canción grabada e interpretada por el grupo español La Quinta Estación. La canción es la principal de los cuatro sencillos de su segundo álbum de estudio Flores de alquiler. La pista también se puede encontrar en el álbum recopilatorio Now Esto Es Musica! Latino junto con la canción 'Daría' de este mismo álbum. Una versión acústica se puede encontrar en el álbum acústico de la banda.
El videoclip de la canción se grabó en la Ciudad de México, justo en el centro histórico de la misma.

## Lista de canciones

### CD - Sencillo[5][6]
| El sol no regresa — Single |                     |          |  |
| N.º                        | Título              | Duración |  |
| 1.                         | «El sol no regresa» | 3:47     |  |